# Motion capture
 Motion capture  (svenska fånga rörelse eller rörelsefångst) är olika tekniker för att spela in och lagra rörelser – främst från människor och djur – på en dator. Dessa rörelseinspelningar används sedan för att få datorgenererade figurer i datorspel eller på film att röra sig naturtroget.
En teknik är att fästa visuella markörer – exempelvis små, vita bollar – på olika delar av kroppen hos en person och sedan låta denne röra sig under det att man filmar rörelserna. Filmen strömmas in i en dator vilken med hjälp av speciell mjukvara kan överföra rörelserna från de visuella markörerna hos personen till motsvarande punkter på en datorgenererad kropp, varvid den artificiella kroppen rör sig på samma sätt som personen.
November 2010 släppte Microsoft ett speltillbehör kallat Kinect, vilket är en anordning med kamera, djupledssensor, mikrofoner och tillhörande mjukvara. Med detta system kan rörelseinspelning ske utan att speciella markörer behöver fästas på kroppen. Kinect har med sitt låga pris blivit ett populärt tillbehör bland både robotutvecklare, forskare, speltillverkare, filmproducenter och andra som vill spela in mänskliga rörelsemönster.